# Kapten I Wayan Dipta-stadion
Het Stadion Kapten I Wayan Dipta is een multifunctioneel (voetbal)stadion in Gianyar, Bali, Indonesië. Het stadion is de thuisbasis van Bali United. Het stadion heeft een capaciteit van 25.081, waarvan 20.700 staanplaatsen.

## Geschiedenis
Sinds 2014 speelt Bali United zijn thuiswedstrijden in het Kapten I Wayan Dipta Stadion sinds ze hun thuisbasis hebben verhuisd van Samarinda naar Bali. Ongeveer 5 miljard Indonesische Rupiah (ongeveer 300.000 euro) was uitgegeven om het stadion te renoveren. Er werden nieuwe lichtmasten geplaatst, de kleedkamers werden gerenoveerd, een aantal delen van het stadion werden opnieuw geverfd, toiletten werden gerenoveerd en ook andere faciliteiten werden verbeterd.

## Faciliteiten

### Bali United Store
Bali United Store is de officiële merchandise winkel van Bali United. De winkel werd op 19 maart 2016 geopend voor het publiek en is te vinden onder de Tribun Selatan (Zuid tribune), naast Gate 5.
De merchandising winkel werd een jaar later uitgebreid. Op 9 juni 2017 opende de Vice-Regent van Gianyar, I Made Mahayastra, de fanshop na de renovatie. Een van de trekpleisters na de renovatie is het podium waar supporters voor de wedstrijd de spelers van de club kunnen ontmoeten voor een "meet and greet".

### LED scorebord
Het management van Bali United maakte een nieuwe doorbraak met betrekking tot het uiterlijk van het Kapten I Wayan Dipta Stadion door het installeren van een led-score bord. CEO van Bali United, Yabes Tanuri zei: 'De installatie van het LED-scorebord is bedoeld om het uiterlijk van het stadion interessanter te maken. Daarnaast vermeldde hij ook dat de installatie van LED-perimeterbord bedoeld is om lokale ondernemers de mogelijkheid te geven hun bedrijf in Bali United te promoten.
Het LED scorebord werd op 12 oktober 2017 geïnstalleerd en werd voor het eerst in gebruik genomen op 20 oktober 2017 tijdens de thuiswedstrijd tegen PS TNI. In november 2019 werd het LED scorebord vervangen door een nieuw LED scorebord, waar ook videobeelden op getoond kunnen worden, deze werd op 26 november 2019 voor het eerst in gebruik genomen bij de Liga 2 finale tussen Persik Kediri en Persita Tangerang.

### Bali United Cafe
Bali United Cafe, werd geopend op 5 juni 2018 met een melaspas ceremonie (Balinese Hindu ceremonie speciaal voor nieuwe gebouwen). Het cafe is gesitueerd onder de Sayap Selatan Tribune (Zuid hoek), rechts van de hoofdtribune. Bezoekers kunnen de wedstrijd bekijken vanuit het Bali United Cafe. Het cafe is dagelijks geopend tussen 11.00 en 23.00 Centraal Indonesische Tijd. Uitwedstrijden van Bali United en andere belangrijke voetbalwedstrijden zoals WK's en Champions League finales zijn op groot scherm in het Bali United Cafe te kijken. Er is ook een mini store in het Bali United Cafe.

### Bali United Playland
Bij de opening van het Bali United Cafe werd ook Bali United Playland geopend. Bali United Playland is een speelhal voor kinderen, waar onder andere in een ballenbak met glijbaan gespeeld kan worden. De visie van het management is om comfort te geven aan supporters die naar het stadion komen en hun kinderen meebrengen en is dagelijks geopend tussen 11.00 en 23.00 Centraal Indonesische Tijd.

## Uitbreidingen en renovaties
Voor de AFC Champions League voerde Bali United in 2018 een renovatie uit om te voldoen aan de eisen van de AFC. De renovaties bestonden uit onder andere het renoveren en uitbreiden van het aantal toiletten, alsmede het verhogen van de kwaliteit van de lichtmasten. Deze werd verhoogd tot 1,300 lux naar de standaarden van de AFC. Het stadion werd in fases opnieuw in de verf gezet en kreeg de rood, wit en zwarte clubkleuren van de club. Ook werden de stoeltjes op de hoofdtribune vervangen.
Als aanvulling op de capaciteit kwam er ook een uitbreiding van de Tribun Selatan (Zuid-tribune) en de Sayap Selatan (Zuid hoek). De tribunes werden verder doorgetrokken tot het veld waardoor er bij beide tribunes 600 extra plaatsen gecreëerd werden. Hierdoor kwam de capaciteit op 26.200. Met deze uitbreiding werd ook plek gecreëerd voor het Bali United Cafe en de uitbreiding van de Bali United Store. De constructie begon op 3 November 2017 en was begin 2018 na ongeveer 2,5 maand klaar. Begin maart werd de Tribun Timur (Oost-Tribune) voorzien van 2.500 stoeltjes, waardoor de totale capaciteit uit kwam op 22.931.
In augustus 2019 is begonnen met het uitbreiden van de capaciteit. De Noord en Oost tribune werden verder tot aan het veld door getrokken met 3 rijen. Bij de thuiswedstrijd tegen Persib op 28 November 2019 kon voor het eerst van de volledige uitbreiding gebruik gemaakt worden, die goed is voor 3.000 extra plaatsen.
Met het oog op het WK onder-20 wat in 2021 in Indonesië wordt georganiseerd en waar Bali een van de speelsteden is, zijn er meer plannen voor renovatie en uitbreiding. Onder andere het hoofdgebouw met de VIP en VVIP ruimtes worden gerenoveerd en gemoderniseerd, alsmede uitbreiding van de capaciteit en het overdekken van alle tribunes.

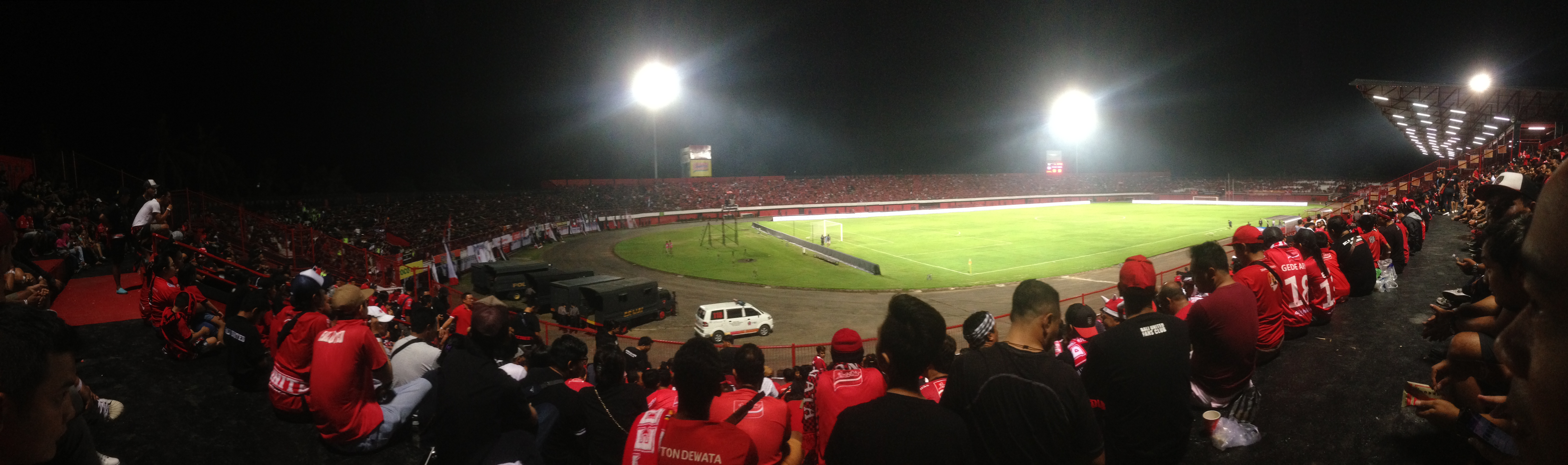
Panorama Foto, genomen vanuit Sayap Utara

## Tribunes

### Tribun VIP (Hoofdtribune)
De Tribun VIP heeft een capaciteit van 1.750 overdekte zitplaatsen en is opgesplitst in VIP Utara (VIP Noord), VIP Selatan (VIP Zuid), VVIP, Royal Box en de Perstribune. Onder de Tribun VIP bevinden zich ook de kleedkamers en officiële club ruimtes. Op de VIP tribune is ook de perstribune met 104 plaatsen.
| Vak         | Capaciteit |
| ----------- | ---------- |
| VIP Selatan | 825        |
| VIP Utara   | 760        |
| VVIP        | 100        |
| Royal Box   | 46         |
| Totaal      | 1.731      |

### Sayap Selatan en Sayap Utara (Noord Hoek en Zuid Hoek)
Aan weerszijden van de hoofdtribune bevinden zich twee onoverdekte staantribunes. Aan de linkerkant van de hoofdtribune is de Sayap Utara, wat sinds de opening van het Bali United Cafe fungeert als vak voor de uitsupporters en telt 2.500 plaatsen. Aan de rechterkant van de hoofdtribune is de Sayap Selatan, met daar onder het Bali United Cafe, waar 150 mensen de wedstrijd kunnen volgen en Bali United Playland en heeft plaats voor 3.100 supporters.

### Tribun Utara (Noordtribune)
De Tribun Utara is de tribune waar de meest fanatieke Bali United supporters staan. Dit is de thuisbasis van de North-Side Boys '12 en heeft een capaciteit van 5.500 onoverdekte staanplaatsen.

### Tribun Timur (Oostribune)
Op de Tribun Timur staan iedere thuiswedstrijd de Semeton Dewata, een andere grote supportersgroep van Bali United. De onoverdekte tribune heeft een totale capaciteit van 8.500 plaatsen, waarvan 2.500 zitplaatsen.

### Tribun Selatan (Zuidtribune)
De Tribun Selatan heeft een capaciteit van 3.600 onoverdekte staanplaatsen. Onder de Tribun Selatan is de Bali United Store gesitueerd.

## Toeschouwers aantallen
| Jaar | Gemiddeld | Hoogste | Tegenstander       | Competitie                       |
| ---- | --------- | ------- | ------------------ | -------------------------------- |
| 2016 | 10.661    | 21.175  | Persib Bandung     | Indonesian Soccer Championship A |
| 2017 | 14.348    | 23.320  | Arema Malang       | Liga 1                           |
| 2018 | 15.188    | 22.210  | Persebaya Surabaya | Liga 1                           |